# Eric Fryer
Pour les articles homonymes, voir Fryer.
Eric Joseph Fryer (né le 26 août 1985 à Columbus, Ohio, États-Unis) est un receveur des Ligues majeures de baseball. En 2016, il est sous contrat avec les Cardinals de Saint-Louis.

## Carrière
Joueur des Buckeyes de l'Université d'État de l'Ohio, Eric Fryer est repêché en 10e ronde en 2007 par les Brewers de Milwaukee.
Le 4 février 2009, les Brewers l'échangent aux Yankees de New York en retour du lanceur gaucher Chase Wright. Fryer poursuit sa carrière en ligues mineures, où il est receveur et voltigeur, jusqu'à ce qu'il soit de nouveau impliqué dans une transaction : le 30 juin 2009, les Yankees cèdent Fryer et le lanceur droitier des ligues mineures Casey Erickson aux Pirates de Pittsburgh en retour du joueur d'utilité Eric Hinske.
Eric Fryer fait ses débuts comme receveur des Pirates le 26 juin 2011 dans un match de Pittsburgh face à Boston. Il réussit son premier coup sûr dans les majeures le 2 juillet contre le lanceur John Lannan des Nationals de Washington. Il obtient 7 coups sûrs en 10 matchs pour Pittsburgh en 2011.
Il joue pour Pittsburgh en 2011 et 2012. Après être devenu agent libre et avoir rejoint les Twins du Minnesota, il s'aligne avec ces derniers de 2013 à 2015.